# Asamblea Nacional de Francia
La Asamblea Nacional (en francés: Assemblée nationale) es la cámara baja del Parlamento francés bicameral bajo la Quinta República, siendo la cámara alta el Senado. Su función es debatir, proponer y reformar leyes, también tiene la función de controlar la acción del Gobierno. Se encuentra en el Palacio Borbón en París. Desde 1986, la Asamblea Nacional cuenta con 577 miembros, llamados diputados, elegidos por sufragio universal directo con balotaje por un período de cinco años.
Hay 577 diputados, cada uno elegido por una circunscripción uninominal (al menos uno por departamento) a través de un sistema con balotaje. Por lo tanto, se requieren 289 escaños para una mayoría. El Presidente de la Asamblea Nacional, actualmente Richard Ferrand, preside el órgano. El titular del cargo suele ser un miembro del partido con mayor representación, asistido por vicepresidentes. El mandato de la Asamblea Nacional es de cinco años; sin embargo, el Presidente de la República podrá disolver la Asamblea (convocando a nuevas elecciones) a menos que haya sido disuelta en los doce meses anteriores. Esta medida se ha vuelto poco conveniente desde el referéndum del año 2000 que redujo el mandato presidencial de siete a cinco años: desde 2002, el presidente de la República siempre ha tenido una mayoría en la Asamblea debido a que es elegida dos meses después de la elección presidencial. En consecuencia, sería de poco beneficio disolverlo.

## Historia
La primera Asamblea Nacional francesa fue constituida en 1789 y sirvió de puente entre la asamblea de los Estados Generales de 1789 y la Asamblea Nacional Constituyente creada el 9 de julio del mismo año, que dotó a Francia de su primera Constitución. Aunque desde esa fecha los franceses han elegido periódicamente representantes, el modo de elección y las atribuciones de los mandatarios de la cámara baja han variado considerablemente según las épocas, coincidiendo los periodos de disminución de las facultades de la Asamblea con momentos de retroceso de las libertades públicas.
El nombre de "Asamblea Nacional" adoptado en 1789 no se volvió a utilizar hasta la Segunda República Francesa en 1848, para desaparecer con el advenimiento de Napoleón III y reaparecer después de la Segunda Guerra Mundial, en 1946.

## Sede

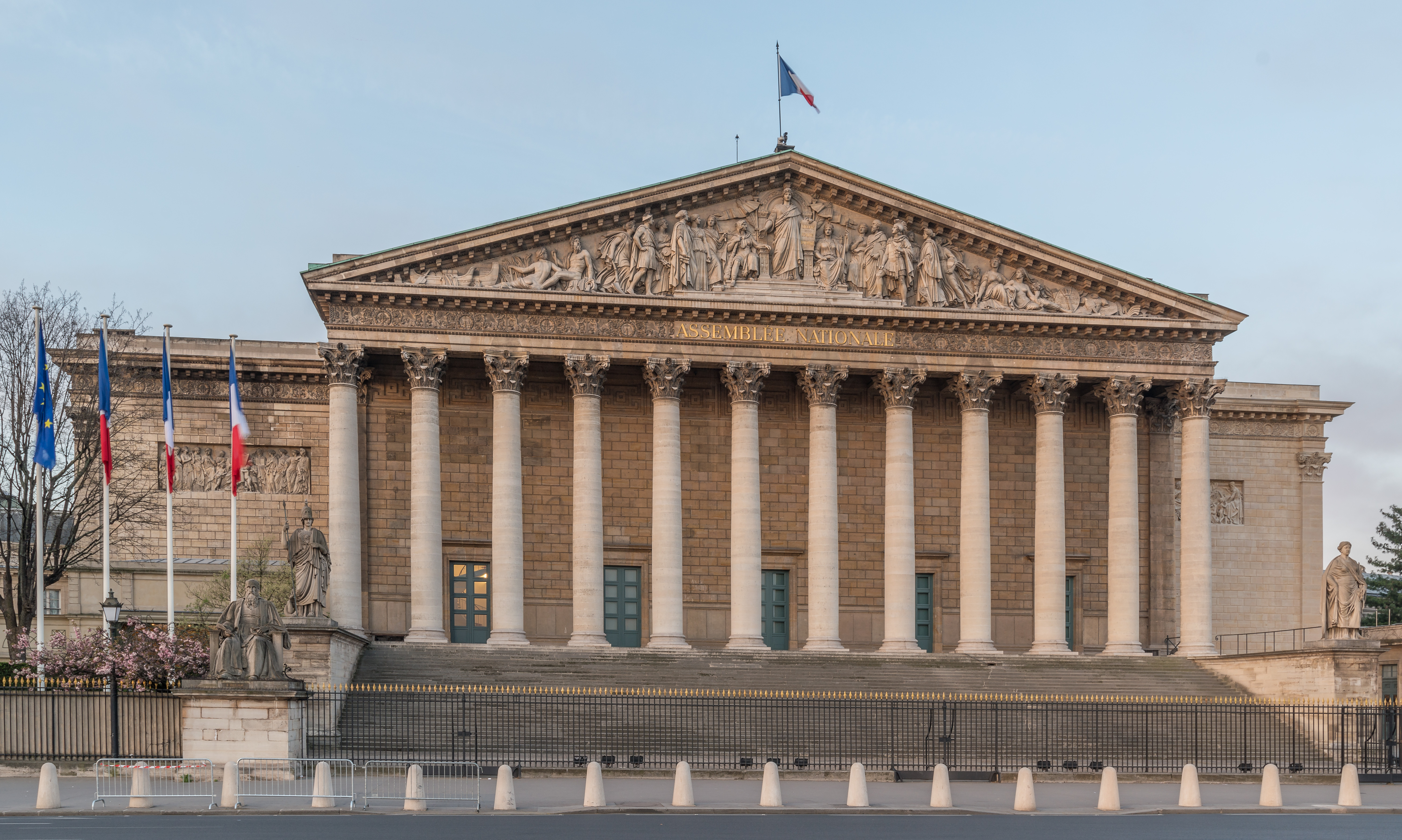
Palacio Borbón, París.

La Asamblea Nacional se encuentra en el Palacio Borbón, en el 7.º Distrito de París, en la margen izquierdo del Sena, en un edificio que desde 1799 ha albergado todas las cámaras bajas del Parlamento francés. Su fachada monumental, ligeramente desplazada del eje del resto del edificio, da al famoso Quai d'Orsay (la Asamblea Nacional también está al lado del Ministerio de Asuntos Exteriores y del Puente de la Concordia). Si bien la entrada principal es el número 126 desde la calle de la Universidad, también se puede acceder por el Quai d'Orsay (33-35) y por la calle Aristide-Briand. El Hôtel de Lassay, sede de la presidencia y residencia oficial del presidente de la Asamblea Nacional, también está anexo al Palacio Borbón.
Todos los edificios asignados a la Asamblea Nacional cubren una superficie de 158.000 m² para cerca de 9.500 locales. Además del Palacio Borbón, consta de otros cuatro edificios reservados para las oficinas de los diputados y sus colaboradores:
- Un primer edificio de siete plantas construido en 1974, situado al otro lado de la calle de la Universidad, en el número 101, y unido al Palacio Borbón por un pasaje subterráneo.
- Un segundo ubicado en el bulevar de Saint-Germain, 233, adquirido en 1986.
- Un tercero comprado en 2002, ubicado en la calle Aristide-Briand, 3 (antigua sede del partido Agrupación por la República).
- Un cuarto comprado en 2016 cuando albergaba oficinas ministeriales, el Hôtel de Broglie debe ser renovado para reemplazar la localización de las oficinas en la calle Aristide-Briand, 3.

Algunos de estos edificios también albergan los servicios necesarios para el funcionamiento de la Asamblea Nacional. Entre estos servicios, se encuentra, en particular, el departamento de informática, que garantiza el correcto funcionamiento de los equipos utilizados por los agentes legislativos, pero también todas las plataformas digitales que se ofrecen directamente a los diputados o a los internautas. Otros servicios como contabilidad, recursos humanos o administración también se albergan en este lugar.

## Características

### Funciones de la Asamblea Nacional
Los poderes de la Asamblea Nacional están definidos por la Constitución, que fue enmendada en varias ocasiones entre 1958 y 2010. La Asamblea vota las leyes, controla la acción del gobierno y valora las políticas públicas.
El Presidente de la República francesa puede disolver la Asamblea, excepto si ya lo ha hecho en el último año. La disolución conlleva automáticamente la convocatoria de nuevas elecciones generales. La Asamblea tiene más poderes en ese campo que el Senado, y puede destituir al primer ministro (que es designado por el presidente de la República) mediante tres procedimientos: el voto de confianza, la moción de censura y el compromiso de responsabilidad del gobierno sobre un texto de ley concreto.

### Relaciones con el Senado
La Asamblea Nacional vota y propone las leyes, conjuntamente con el Senado. Si un proyecto o proposición de ley es rechazado por el Senado, el texto vuelve a la Asamblea para ser enmendado. Ese vaivén de los textos de ley entre las dos cámaras hasta conseguir un voto de aprobación en ambas se llama navette parlementaire. Si el desacuerdo persiste, se crea una comisión parlamentaria mixta, compuesta de 7 diputados y 7 senadores, para establecer un nuevo texto con más posibilidades de ser aprobado. Cuando no se llega a ningún acuerdo, es la Asamblea Nacional la que aprueba el texto en los términos decididos por sus diputados. Este procedimiento se llama el "poder de la última palabra", un poder que la Constitución concede a la Asamblea Nacional.

### Los diputados
La Asamblea Nacional consta de 577 diputados, cada uno de los cuales se elige en hasta dos rondas de votación. Son elegidos por una circunscripción electoral pero no la representan, sino que representan a la nación entera. Cada circunscripción tiene una media de 105.600 habitantes, y la variación de tamaño entre circunscripciones no puede exceder el 20%.
De conformidad con la ley constitucional de 23 de julio de 2008 que estableció la representación de los franceses que viven fuera de Francia en la Asamblea Nacional y la redistribución de las circunscripciones electorales en 2010, los escaños se distribuyen de la siguiente manera, desde las elecciones de 2012:
- 556 para los departamentos franceses.
- 10 para las colectividades de ultramar.
- 11 para los franceses que viven fuera de Francia.

Cada candidato se presenta con un suplente que ocupa su lugar en caso de fallecimiento o incompatibilidad de funciones.
La duración del mandato de la Asamblea y sus diputados es de cinco años.

## Composición actual

### Grupos parlamentarios
Según el reglamento de la Asamblea Nacional, los "diputados pueden reagruparse por afinidades políticas" en grupos parlamentarios. Deben contener al menos 15 miembros (desde 2009, este número era 20 entre 1988 y 2009, y 30 antes). El grupo político deberá presentar en la apertura de la legislatura al Presidente de la Asamblea Nacional una declaración política firmada por sus miembros.
Además de los miembros de pleno derecho del grupo, que generalmente son miembros del mismo partido (PS, LR, EELV, etc.), algunos diputados pueden "afiliarse" a un grupo: entonces no se incluyen en el mínimo de 15 para la formación del grupo. Suelen ser miembros de partidos pequeños o sin etiquetas cercanos a la tendencia del principal movimiento político detrás de la formación del grupo.
Los grupos deciden, con el presidente de la Asamblea Nacional, las zonas del hemiciclo donde se sentarán. Entonces son los únicos jueces de cómo distribuir a sus miembros y afiliados dentro de esta zona. Tienen su propia organización y su propio reglamento interno, eligen de entre ellos un presidente que los representará dentro de la Conferencia de Presidentes y que tendrá varias prerrogativas importantes (como la solicitud o por el contrario la oposición a la creación de una comisión especial, el derecho a obtener una suspensión de la sesión para convocar al grupo, solicitar el voto por votación pública, convocar a sesión para la verificación del cuórum con motivo de una votación, preparar el orden del día parlamentario mensual específico de su grupo, proponer u oponerse al inicio de procedimientos de compromiso simplificados, o incluso el "derecho de giro" que le permite obtener una vez al año el examen en sesión pública una resolución que proponga la creación de una comisión de encuesta, etc. ). Cada grupo, de acuerdo con su representación numérica dentro de la Asamblea, nombra a sus representantes dentro de la Mesa y las distintas comisiones. Además, dependiendo de su tamaño, cuentan con su propio subsidio económico y cuentan con oficinas y salas para reunirse.
El récord de número de grupos políticos se alcanzó en mayo de 2020 con la creación de un noveno y un décimo grupo.
El 9 de junio de 2024, el presidente Macron anunció la disolución de la Asamblea Nacional, evento que solo se dio cinco veces desde 1958. Así, el hemiciclo quedó dividido de la siguiente forma:
| Grupo parlamentario | Grupo parlamentario                                                                                 | Componentes                                                            | Presidente/a       | Escaños | Afiliados | Total |
| ------------------- | --------------------------------------------------------------------------------------------------- | ---------------------------------------------------------------------- | ------------------ | ------- | --------- | ----- |
|                     | Agrupación Nacional Rassemblement National                                                          | RN                                                                     | Marine Le Pen      | 120     | 3         | 123   |
|                     | Juntos por la república Ensemble pour la République                                                 | LReM                                                                   | Gabriel Attal      | 83      | 11        | 94    |
|                     | Francia Insumisa-Nuevo Frente Popular La France insoumise-Nouveau Front Populaire                   | FI                                                                     | Mathilde Panot     | 70      | 1         | 71    |
|                     | Socialistas y afiliados Socialistes et apparentés                                                   | PS                                                                     | Boris Vallaud      | 62      | 4         | 66    |
|                     | Los Republicanos Les Républicains                                                                   | LR                                                                     | Laurent Wauquiez   | 40      | 7         | 47    |
|                     | Ecologista y Social Écologiste et Social                                                            | EELV                                                                   | Cyrielle Chatelain | 38      | 0         | 38    |
|                     | Los Demócratas Les Démocrates                                                                       | MoDem                                                                  | Marc Fesneau       | 35      | 1         | 36    |
|                     | Horizontes & Independientes Horizons & Indépendants                                                 | Horizontes                                                             | Paul Christophe    | 28      | 5         | 33    |
|                     | Libertades, Independientes, Ultramar y Territorios Libertés, Indépendants, Outre-mer et Territoires | RPS: 15 UDI: 5 Horizontes: 1 Archipel demain: 1 A here ia Porinetia: 1 | Laurent Panifous   | 23      | 0         | 23    |
|                     | Izquierda Demócrata y Republicana Gauche démocrate et républicaine                                  | PCF                                                                    | André Chassaigne   | 17      | 0         | 17    |
|                     | Diputados no inscritos Députés non inscrits                                                         | RPS: 5 No afliliados: 3 Ensemble!: 1 AC: 1 DLF: 1                      | No aplica          | 11      | 0         | 11    |

## Composición histórica
| 389            | 223             |
| Frente Popular | Frente Nacional |

| 148 | 134  | 35 | 141 | 62 |
| PCF | SFIO | PR | MRP | AD |

| 146 | 115  | 39 | 160 | 62 |
| PCF | SFIO | PR | MRP | AD |

| 166 | 90   | 55 | 158 | 70 |
| PCF | SFIO | PR | MRP | AD |

| 97  | 94   | 77  | 87   | 82  | 107 |
| PCF | SFIO | RGR | CNIP | MRP | RPF |

| 147 | 88   | 73     | 95   | 71  | 16  | 51   |
| PCF | SFIO | RGR-PR | CNIP | MRP | RPF | UDCA |

| 10  | 40   | 37 | 137  | 57  | 189 |
| PCF | SFIO | PR | CNIP | MRP | UNR |

| 32  | 64   | 34 | 48      | 36  | 229 |
| PCF | SFIO | PR | CNIP-RI | MRP | UNR |

| 73  | 118  | 14  | 42 | 240 |
| PCF | FGDS | Ot. | CD | MRP |

| 34  | 57   | 28  | 9   | 359 |
| PCF | FGDS | PDM | Ot. | UDR |

| 73  | 101 | 38   | 16  | 262 |
| PCF | PS  | Otr. | DVD | UDR |

| 82  | 103 | 11  | 16  | 124 | 150 |
| PCF | PS  | Ot. | DVD | UDF | RPR |

| 44  | 269 | 32   | 61  | 85  |
| PCF | PS  | Otr. | UDF | RPR |

| 35  | 207 | 23   | 277 | 35 |
| PCF | PS  | Otr. | UDC | RN |

| 27  | 262 | 30   | 128 | 130 |
| PCF | PS  | Otr. | UDF | RPR |

| 23  | 54 | 16 | 24  | 213 | 247 |
| PCF | PS | O. | DVD | UDF | RPR |

| 35  | 255 | 36   | 122 | 139 |
| PCF | PS  | Otr. | UDF | RPR |

| 21  | 140 | 35   | 27  | 354 |
| PCF | PS  | Otr. | UDF | UMP |

| 15  | 186 | 43   | 20 | 313 |
| PCF | PS  | Otr. | LC | UMP |

| 17 | 280 | 22  | 49   | 15  | 194 |
| LÉ | PS  | DVG | Otr. | DVD | UMP |

| 17  | 45     | 29   | 350      | 136 |
| LFI | PS-DVG | Otr. | Ensemble | UDC |

| 131   | 21  | 27   | 245      | 64  | 89 |
| NUPES | DVG | Otr. | Ensemble | UDC | RN |

| 180 | 30   | 159      | 27  | 39 | 142    |
| NFP | Otr. | Ensemble | DVD | LR | RN-UXD |

a El mínimo para ser representado en la columna de resultados es haber obtenido trece escaños o más. Si una formación no alcanza este umbral, será agrupada bajo la categoría de "Otros".